# Georges Miez
Georges Miez (2. října 1904, Töss – 21. dubna 1999, Savosa) byl švýcarský sportovní gymnasta. Je držitelem čtyř zlatých olympijských medailí, tři získal na olympijských hrách v Amsterdamu roku 1928 (víceboj jednotlivců, družstev, hrazda), jednu na olympiádě v Berlíně roku 1936 (prostná). Na Amsterdamské olympiádě byl nejúspěšnějším sportovcem vůbec. Zúčastnil se též olympijských her v Paříži roku 1924. Přivezl z olympiád též tři stříbra a jeden bronz.